# Mésazon

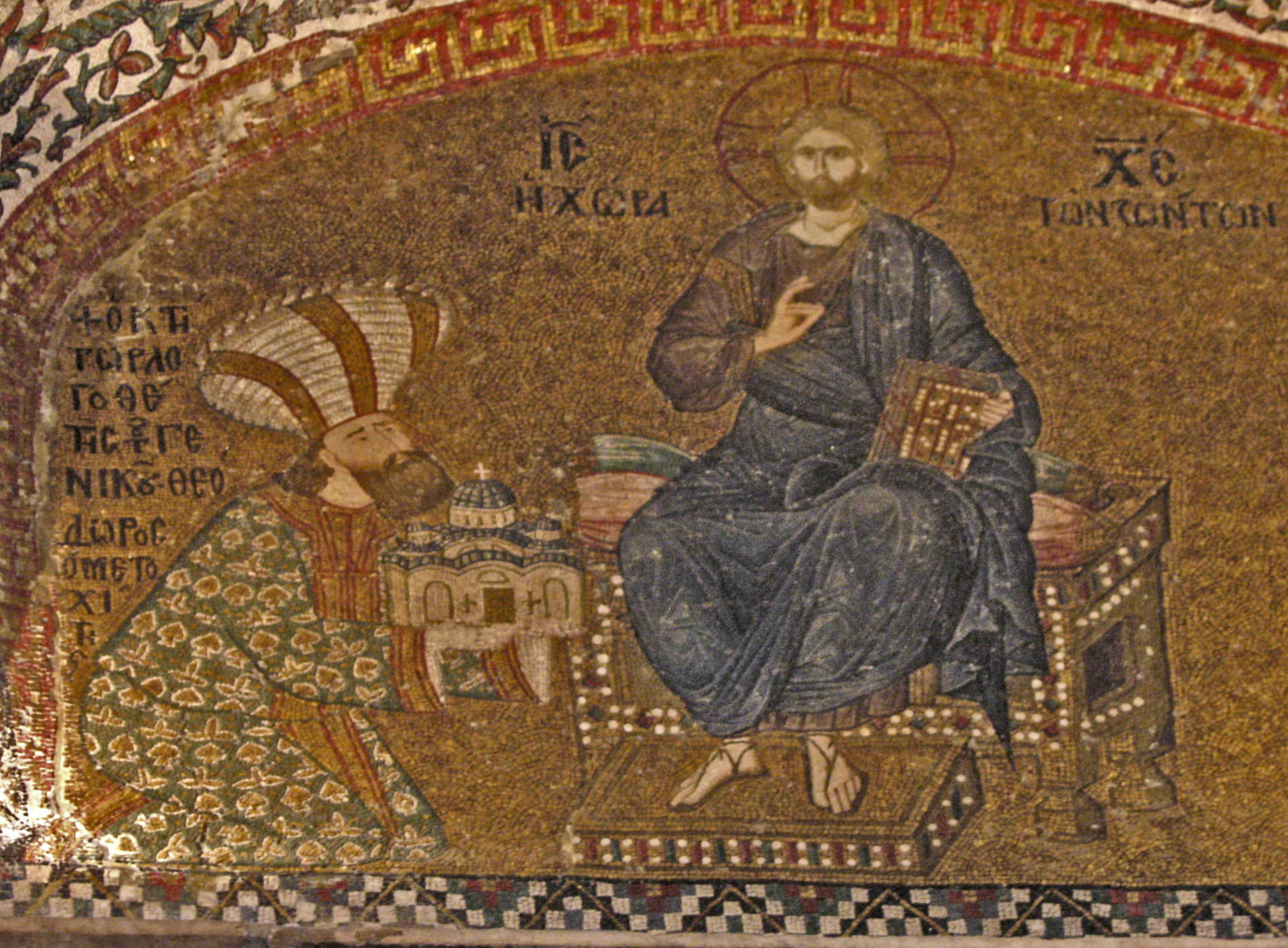
Mosaïque représentant Théodore Métochitès, mésazon sous l'empereur Andronic II Paléologue.

Le mésazon (en grec : μεσάζων, « intermédiaire ») est une dignité élevée au cours des derniers siècles de l'Empire byzantin. Son détenteur agit en tant que principal ministre et principal conseiller de l'empereur byzantin.

## Histoire
Le terme tire ses origines du Xe siècle quand les principaux ministres sont parfois appelés mesiteuontes (en grec : μεσιτεύοντες), c'est-à-dire les « médiateurs » entre l'empereur byzantin et ses sujets. Ce titre devient officiel pour la première fois au milieu du XIe siècle quand il est conféré à Constantin Lichoudès, le futur patriarche de Constantinople Constantin III. Sous les Comnènes, il est décerné aux principaux dignitaires du gouvernement, de facto les principaux ministres comme l'epi tou kanikleiou ou le logothetēs tōn sekretōn. 
Toutefois, le titre n'acquiert pas de caractère officiel, ni ne désigne une fonction précise. Enfin, ses détenteurs n'ont pas le pouvoir de leurs successeurs,. Il est plutôt conféré au principal secrétaire impérial qui agit précisément en tant qu'intermédiaire entre l'empereur byzantin et les autres dignitaires,. Cela reflète le basculement progressif, sous l'ère Comnènes, du gouvernement byzantin de sa forme romaine traditionnelle à une aristocratie plus restreinte. Sous cette forme, le gouvernement est exercé à l'intérieur même du palais impérial, à l'image des États féodaux de l'Europe occidentale. 
L'office de mésazon est institutionnalisé sous l'empire de Nicée. À cette époque, son titulaire est le principal ministre de l'Empire byzantin et coordonne l'action des autres ministres. Comme le mentionne l'empereur et historien Jean VI Cantacuzène, la présence du mésazon est « nécessaire à l'empereur jour et nuit ». Cette fonction issue de l'empire de Nicée perdure sous l'Empire byzantin restauré des Paléologues et jusqu'à la chute de Constantinople en mai 1453. Ce titre est aussi utilisé pour désigner la même fonction dans les cours byzantines du despotat de Morée, du despotat d'Épire et de l'empire de Trébizonde. Dans ce dernier, le titre de mésazon se voit rajouter l'épithète megas (grand).

## Liste des titulaires connus
- Constantin III Lichoudès
- Théodore Styppéiotès sous Manuel Ier Comnène.
- Jean Camatéros sous Manuel Ier Comnène.
- Michel Hagiothéodorite sous Manuel Ier Comnène.
- Théodore Maurozomès sous Manuel Ier Comnène.
- Démétrius Comnène Tornikès sous Jean III Vatatzès.
- Théodore Mouzalon
- Nicéphore Choumnos sous Andronic II Paléologue.
- Théodore Métochitès sous Andronic II Paléologue.
- Alexis Apokaukos sous Andronic III Paléologue.
- Démétrios Kydones sous Andronic III et Jean V Paléologue.
- George Goudélis sous Jean VI Cantacuzène, Jean V et Manuel II Paléologue.
- Démétrios Chrysoloras sous Manuel II.
- George Doukas Philanthropène sous Jean VII Paléologue.
- Démétrius Paléologue Cantacuzène sous Jean VIII Paléologue.
- George Doukas Philanthropène et Marc Paléologue Lagaris sous Jean VIII.
- Lucas Notaras, dernier mésazon de l'Empire byzantin sous Jean VIII Paléologue et Constantin XI Paléologue.